# Stylogyne lateriflora
Stylogyne lateriflora är en viveväxtart som först beskrevs av Olof Swartz, och fick sitt nu gällande namn av Carl Christian Mez. Stylogyne lateriflora ingår i släktet Stylogyne och familjen viveväxter. Inga underarter finns listade i Catalogue of Life.